# Besiberri Nord
El Besiberri Nord és una muntanya que es troba en el punt on coincideixen els termes municipals de la Vall de Boí i Vilaller, tots dos a l'Alta Ribagorça, i Naut Aran, pertanyent a la Vall d'Aran; situada en el límit del Parc Nacional d'Aigüestortes i Estany de Sant Maurici i la seva zona perifèrica.

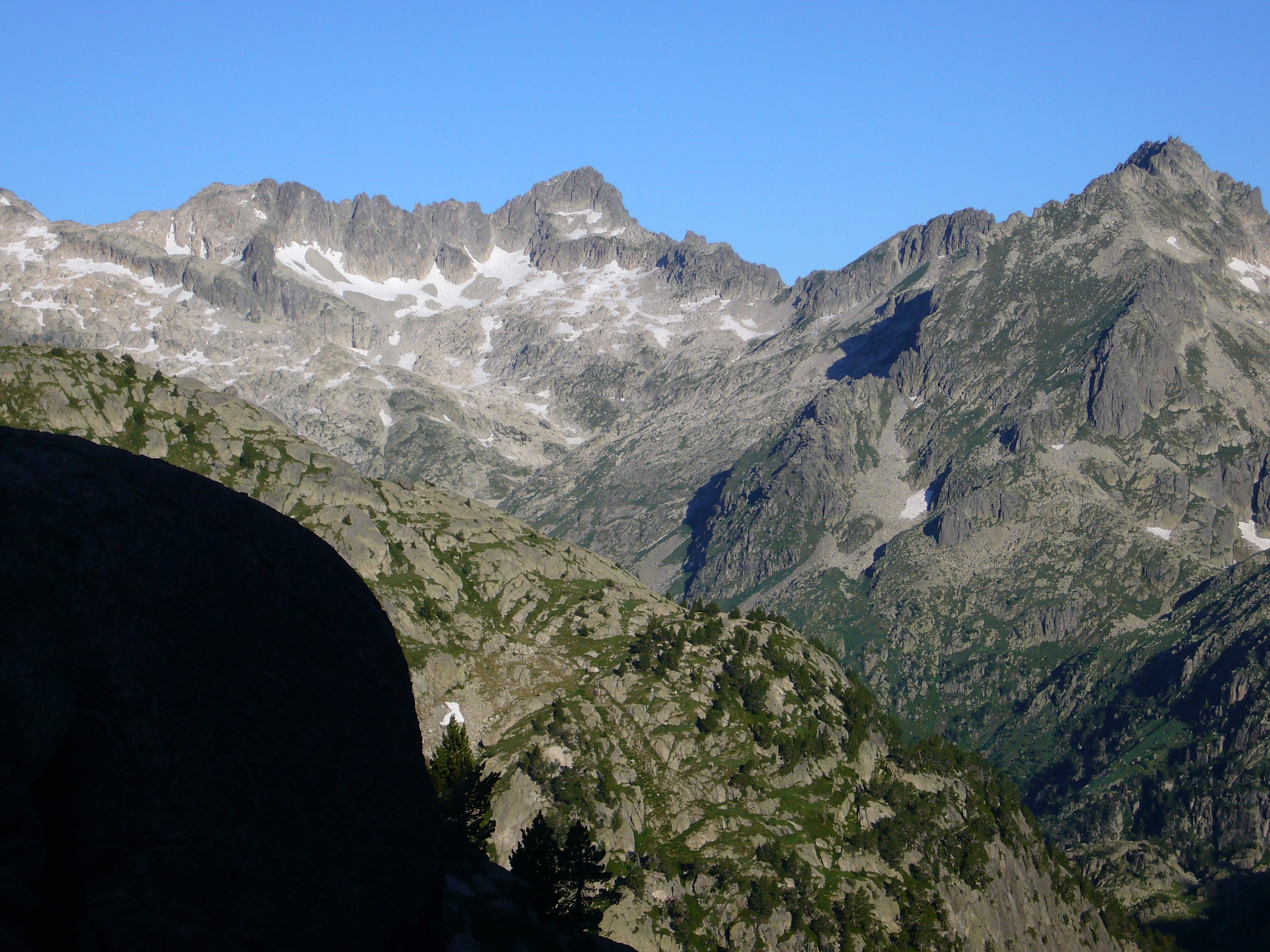
Besiberri del Mig, Besiberri Nord, Bretxa Peyta i Punta d'Harlé. (Imatge amb anotacions)

«El seu nom prové del basc "base-be erri", contrada sota l'espadat. L'aplicació al pic és secundària. Besiberri es digué de la vall i de l'estany, llocs que interessen als pastors i muntanyencs del país».
El pic, de 3.008,27 metres, extrem nord del Massís del Besiberri, està situat en la cresta que separa l'occidental Vall de Besiberri i l'oriental Capçalera de Caldes i limita al nord amb Valarties. La Bretxa Peyta és al seu est-nord-est, el Tuc dera Canau de Rius al nord-oest i el Besiberri del Mig al sud.
Aquest cim està inclòs al llistat dels 100 cims de la FEEC

## Rutes
Rutes:
- Capçalera de Caldes: des del Pantà de Cavallers, Pletiu de Riumalo, Barranc de Malavesina, Estany de Malavesina i Bretxa Peyta; és la ruta més habitual. Hi ha uns 1200 metres de desnivell des del Pantà de Cavallers que es poden fer en unes 5 hores. És una ruta que no és fàcil i calen uns mínims coneixements d'escalada. Ruta catalogada de II-III.
- Vall de Besiberri: per Barranc de Besiberri, Estany de Besiberri i Refugi de Besiberri.
- Valarties: des del Refugi de la Restanca, Llac de Mar, Estanh Gelat dera Aubaga i Bretxa Peyta.